# Aphrodisium sinicum
Aphrodisium sinicum es una especie de escarabajo longicornio del género Aphrodisium, tribu Callichromatini. Fue descrita científicamente por White en 1853.
Se distribuye por China, India, Laos, Birmania, Tailandia y Vietnam. Mide 15-31,5 milímetros de longitud. El período de vuelo ocurre en los meses de abril, mayo, junio, julio y agosto.